# Danh sách vô địch đôi nữ Úc Mở rộng
Dưới đây là danh sách các vận động viên quần vợt đoạt chức vô địch nội dung đôi nữ giải Úc Mở rộng.
| Năm              | Vô địch                                        | Hạng nhì                                        | Tỷ số                           |
| 1922             | Esna Boyd Robertson Marjorie Mountain          | Floris St. George Gwen Utz                      | 1–6, 6–4, 7–5                   |
| 1923             | Esna Boyd Robertson Sylvia Lance Harper        | Margaret Molesworth Beryl Turner                | 6–1, 6–4                        |
| 1924             | Daphne Akhurst Cozens Sylvia Lance Harper      | Kathleen Le Messurier Meryl O'Hara Wood         | 7–5, 6–2                        |
| 1925             | Sylvia Lance Harper Daphne Akhurst Cozens      | Esna Boyd Robertson Kathleen Le Messurier       | 6–4, 6–3                        |
| 1926             | Meryl O'Hara Wood Esna Boyd Robertson          | Daphne Akhurst Cozens Marjorie Cox Crawford     | 6–3, 6–8, 8–6                   |
| 1927             | Meryl O'Hara Wood Louie Bickerton              | Esna Boyd Robertson Sylvia Lance Harper         | 6–3, 6–3                        |
| 1928             | Daphne Akhurst Cozens Esna Boyd Robertson      | Kathleen Le Messurier Dorothy Weston            | 6–3, 6–1                        |
| 1929             | Daphne Akhurst Cozens Louie Bickerton          | Sylvia Lance Harper Meryl O'Hara Wood           | 6–2, 3–6, 6–2                   |
| 1930             | Margaret Molesworth Emily Hood Westacott       | Marjorie Cox Crawford Sylvia Lance Harper       | 6–3, 0–6, 7–5                   |
| 1931             | Daphne Akhurst Cozens Louie Bickerton          | Nell Lloyd Gwen Utz                             | 6–0, 6–4                        |
| 1932             | Coral McInnes Buttsworth Marjorie Cox Crawford | Kathleen Le Messurier Dorothy Weston            | 6–2, 6–2                        |
| 1933             | Margaret Molesworth Emily Hood Westacott       | Joan Hartigan Bathurst Marjorie Gladman Van Ryn | 6–3, 6–2                        |
| 1934             | Margaret Molesworth Emily Hood Westacott       | Joan Hartigan Bathurst Ula Valkenburg           | 6–8, 6–4, 6–4                   |
| 1935             | Evelyn Dearman Nancy Lyle                      | Louie Bickerton Nell Hall Hopman                | 6–3, 6–4                        |
| 1936             | Thelma Coyne Long Nancye Wynne Bolton          | May Blick Katherine Woodward                    | 6–2, 6–4                        |
| 1937             | Thelma Coyne Long Nancye Wynne Bolton          | Nell Hall Hopman Emily Hood Westacott           | 6–2, 6–2                        |
| 1938             | Thelma Coyne Long Nancye Wynne Bolton          | Dorothy Bundy Cheney Dorothy Workman            | 9–7, 6–4                        |
| 1939             | Thelma Coyne Long Nancye Wynne Bolton          | May Hardcastle Emily Hood Westacott             | 7–5, 6–4                        |
| 1940             | Thelma Coyne Long Nancye Wynne Bolton          | Joan Hartigan Bathurst Emily Niemeyer           | 7–5, 6–2                        |
| 1941             | Không tổ chức (do Thế chiến II)                | Không tổ chức (do Thế chiến II)                 | Không tổ chức (do Thế chiến II) |
| 1942             | Không tổ chức (do Thế chiến II)                | Không tổ chức (do Thế chiến II)                 | Không tổ chức (do Thế chiến II) |
| 1943             | Không tổ chức (do Thế chiến II)                | Không tổ chức (do Thế chiến II)                 | Không tổ chức (do Thế chiến II) |
| 1944             | Không tổ chức (do Thế chiến II)                | Không tổ chức (do Thế chiến II)                 | Không tổ chức (do Thế chiến II) |
| 1945             | Không tổ chức (do Thế chiến II)                | Không tổ chức (do Thế chiến II)                 | Không tổ chức (do Thế chiến II) |
| 1946             | Joyce Fitch Mary Bevis Hawton                  | Nancye Wynne Bolton Thelma Coyne Long           | 9–7, 6–4                        |
| 1947             | Thelma Coyne Long Nancye Wynne Bolton          | Mary Bevis Hawton Joyce Fitch                   | 6–3, 6–3                        |
| 1948             | Thelma Coyne Long Nancye Wynne Bolton          | Mary Bevis Hawton Pat Jones                     | 6–3, 6–3                        |
| 1949             | Thelma Coyne Long Nancye Wynne Bolton          | Doris Hart Marie Toomey                         | 6–0, 6–1                        |
| 1950             | Louise Brough Clapp Doris Hart                 | Nancye Wynne Bolton Thelma Coyne Long           | 6–2, 2–6, 6–3                   |
| 1951             | Thelma Coyne Long Nancye Wynne Bolton          | Joyce Fitch Mary Bevis Hawton                   | 6–2, 6–1                        |
| 1952             | Thelma Coyne Long Nancye Wynne Bolton          | Allison Burton Baker Mary Bevis Hawton          | 6–1, 6–1                        |
| 1953             | Maureen Connolly Julia Sampson Hayward         | Mary Bevis Hawton Beryl Penrose                 | 6–4, 6–2                        |
| 1954             | Mary Bevis Hawton Beryl Penrose                | Hazel Redick-Smith Julia Wipplinger             | 6–3, 8–6                        |
| 1955             | Mary Bevis Hawton Beryl Penrose                | Nell Hall Hopman Gwen Thiele                    | 7–5, 6–1                        |
| 1956             | Mary Bevis Hawton Thelma Coyne Long            | Mary Carter Reitano Beryl Penrose               | 6–2, 5–7, 9–7                   |
| 1957             | Althea Gibson Shirley Fry Irvin                | Mary Bevis Hawton Fay Muller                    | 6–2, 6–1                        |
| 1958             | Mary Bevis Hawton Thelma Coyne Long            | Lorraine Coghlan Robinson Angela Mortimer       | 7–5, 6–8, 6–2                   |
| 1959             | Renee Schuurman Haygarth Sandra Reynolds Price | Lorraine Coghlan Robinson Mary Carter Reitano   | 7–5,6–4                         |
| 1960             | Maria Bueno Christine Truman Janes             | Lorraine Coghlan Robinson Margaret Court        | 6–2, 5–7, 6–2                   |
| 1961             | Mary Carter Reitano Margaret Court             | Mary Bevis Hawton Jan Lehane O'Neill            | 6–4, 3–6, 7–5                   |
| 1962             | Margaret Court Robyn Ebbern                    | Darlene Hard Mary Carter Reitano                | 6–4, 6–4                        |
| 1963             | Margaret Court Robyn Ebbern                    | Jan Lehane O'Neill Lesley Turner Bowrey         | 6–1, 6–3                        |
| 1964             | Judy Tegart Dalton Lesley Turner Bowrey        | Robyn Ebbern Margaret Smith Court               | 6–4, 6–4                        |
| 1965             | Margaret Court Lesley Turner Bowrey            | Robyn Ebbern Billie Jean King                   | 1–6, 6–2, 6–3                   |
| 1966             | Carole Caldwell Graebner Nancy Richey          | Margaret Court Lesley Turner Bowrey             | 6–4, 7–5                        |
| 1967             | Lesley Turner Bowrey Judy Tegart Dalton        | Lorraine Coghlan Robinson Évelyne Terras        | 6–0, 6–2                        |
| 1968             | Karen Krantzcke Kerry Melville Reid            | Judy Tegart Dalton Lesley Turner Bowrey         | 6–4, 3–6, 6–2                   |
| ↓ Kỷ nguyên Mở ↓ |                                                |                                                 |                                 |
| 1969             | Margaret Court Judy Tegart Dalton              | Rosemary Casals Billie Jean King                | 6–4, 6–4                        |
| 1970             | Margaret Court Judy Tegart Dalton              | Karen Krantzcke Kerry Melville Reid             | 6–3, 6–1                        |
| 1971             | Evonne Goolagong Margaret Court                | Jill Emmerson Lesley Hunt                       | 6–0, 6–0                        |
| 1972             | Kerry Harris Helen Gourlay Cawley              | Patricia Coleman Karen Krantzcke                | 6–0, 6–4                        |
| 1973             | Margaret Court Virginia Wade                   | Kerry Harris Kerry Melville                     | 6–4, 6–4                        |
| 1974             | Evonne Goolagong Peggy Michel                  | Kerry Harris Kerry Melville                     | 7–5, 6–3                        |
| 1975             | Evonne Goolagong Cawley Peggy Michel           | Margaret Court Olga Morozova                    | 7–6, 7–6                        |
| 1976             | Evonne Goolagong Cawley Helen Gourlay Cawley   | Lesley Turner Bowrey Renáta Tomanová            | 8–1                             |
| Jan. 1977        | Dianne Fromholtz Helen Gourlay Cawley          | Kerry Melville Reid Betsy Nagelsen              | 5–7, 6–1, 7–5                   |
| Dec. 1977        | Evonne Goolagong Cawley Helen Gourlay Cawley   | Mona Schallau Guerrant Kerry Melville Reid      | Chia sẻ do hoãn vì trời mưa     |
| 1978             | Betsy Nagelsen Renáta Tomanová                 | Naoko Sato Pam Whytcross                        | 7–5, 6–2                        |
| 1979             | Judy Connor Chaloner Diane Evers Brown         | Leanne Harrison Marcella Mesker                 | 6–1, 3–6, 6–0                   |
| 1980             | Martina Navratilova Betsy Nagelsen             | Ann Kiyomura Candy Reynolds                     | 6–4, 6–4                        |
| 1981             | Kathy Jordan Anne Smith                        | Martina Navratilova Pam Shriver                 | 6–2, 7–5                        |
| 1982             | Martina Navratilova Pam Shriver                | Claudia Kohde–Kilsch Eva Pfaff                  | 6–4, 6–2                        |
| 1983             | Martina Navratilova Pam Shriver                | Anne Hobbs Wendy Turnbull                       | 6–4, 6–7, 6–2                   |
| 1984             | Martina Navratilova Pam Shriver                | Claudia Kohde–Kilsch Helena Suková              | 6–3, 6–4                        |
| 1985             | Martina Navratilova Pam Shriver                | Claudia Kohde–Kilsch Helena Suková              | 6–3, 6–4                        |
| 1986             | Không tổ chức (do đổi lịch)                    | Không tổ chức (do đổi lịch)                     | Không tổ chức (do đổi lịch)     |
| 1987             | Martina Navratilova Pam Shriver                | Zina Garrison Lori McNeil                       | 6–1, 6–0                        |
| 1988             | Martina Navratilova Pam Shriver                | Chris Evert Wendy Turnbull                      | 6–0, 7–5                        |
| 1989             | Martina Navratilova Pam Shriver                | Patty Fendick Jill Hetherington                 | 3–6, 6–3, 6–2                   |
| 1990             | Jana Novotná Helena Suková                     | Patty Fendick Mary Joe Fernandez                | 7–6(7–5), 7–6(8–6)              |
| 1991             | Patty Fendick Mary Joe Fernandez               | Gigi Fernández Jana Novotná                     | 7–6(7–4), 6–1                   |
| 1992             | Arantxa Sánchez Vicario Helena Suková          | Mary Joe Fernandez Zina Garrison                | 6–4, 7–6(7–3)                   |
| 1993             | Gigi Fernández Natalia Zvereva                 | Pam Shriver Elizabeth Sayers Smylie             | 6–4, 6–3                        |
| 1994             | Gigi Fernández Natalia Zvereva                 | Patty Fendick Meredith McGrath                  | 6–4, 4–6, 6–4                   |
| 1995             | Jana Novotná Arantxa Sánchez Vicario           | Gigi Fernández Natalia Zvereva                  | 6–3, 6–7(7–9), 6–4              |
| 1996             | Chanda Rubin Arantxa Sánchez Vicario           | Lindsay Davenport Mary Joe Fernandez            | 7–5, 2–6, 6–4                   |
| 1997             | Martina Hingis Natalia Zvereva                 | Lindsay Davenport Lisa Raymond                  | 6–2, 6–2                        |
| 1998             | Martina Hingis Mirjana Lučić                   | Lindsay Davenport Natalia Zvereva               | 6–4, 2–6, 6–3                   |
| 1999             | Martina Hingis Anna Kournikova                 | Lindsay Davenport Natalia Zvereva               | 7–5, 6–3                        |
| 2000             | Lisa Raymond Rennae Stubbs                     | Martina Hingis Mary Pierce                      | 6–4, 5–7, 6–4                   |
| 2001             | Serena Williams Venus Williams                 | Lindsay Davenport Corina Morariu                | 6–2, 4–6, 6–4                   |
| 2002             | Martina Hingis Anna Kournikova                 | Daniela Hantuchová Arantxa Sánchez Vicario      | 6–2, 6–7(7–9), 6–1              |
| 2003             | Serena Williams Venus Williams                 | Virginia Ruano Pascual Paola Suárez             | 4–6, 6–4, 6–3                   |
| 2004             | Virginia Ruano Pascual Paola Suárez            | Svetlana Kuznetsova Elena Likhovtseva           | 6–4, 6–3                        |
| 2005             | Svetlana Kuznetsova Alicia Molik               | Lindsay Davenport Corina Morariu                | 6–3, 6–4                        |
| 2006             | Yến Tử Trịnh Khiết                             | Lisa Raymond Samantha Stosur                    | 2–6, 7–6(9–7), 6–3              |
| 2007             | Cara Black Liezel Huber                        | Chiêm Vịnh Nhiên Trang Giai Dung                | 6–4, 6–7(4–7), 6–1              |
| 2008             | Alona Bondarenko Kateryna Bondarenko           | Victoria Azarenka Shahar Pe'er                  | 2–6, 6–1, 6–4                   |
| 2009             | Serena Williams Venus Williams                 | Daniela Hantuchová Ai Sugiyama                  | 6–3, 6–3                        |
| 2010             | Serena Williams Venus Williams                 | Cara Black Liezel Huber                         | 6–4, 6–3                        |
| 2011             | Gisela Dulko Flavia Pennetta                   | Victoria Azarenka Maria Kirilenko               | 2–6, 7–5, 6–1                   |
| 2012             | Svetlana Kuznetsova Vera Zvonareva             | Sara Errani Roberta Vinci                       | 5–7, 6–4, 6–3                   |
| 2013             | Sara Errani Roberta Vinci                      | Ashleigh Barty Casey Dellacqua                  | 6–2, 3–6, 6–2                   |
| 2014             | Sara Errani Roberta Vinci                      | Ekaterina Makarova Elena Vesnina                | 6–4, 3–6, 7–5                   |
| 2015             | Bethanie Mattek-Sands Lucie Šafářová           | Chiêm Vịnh Nhiên Trịnh Khiết                    | 6–4, 7–6(7–5)                   |
| 2016             | Martina Hingis Sania Mirza                     | Andrea Hlaváčková Lucie Hradecká                | 7–6(7–1), 6–3                   |
| 2017             | Bethanie Mattek-Sands Lucie Šafářová           | Andrea Hlaváčková Bằng Soái                     | 6–7(4–7), 6–3, 6–3              |
| 2018             | Tímea Babos Kristina Mladenovic                | Ekaterina Makarova Elena Vesnina                | 6–4, 6–3                        |
| 2010             | Samantha Stosur Trương Soái                    | Tímea Babos Kristina Mladenovic                 | 6–3, 6–4                        |
| 2020             | Tímea Babos Kristina Mladenovic                | Hsieh Su-wei Barbora Strýcová                   | 6–2, 6–1                        |
| 2021             | Elise Mertens Aryna Sabalenka                  | Barbora Krejčíková Kateřina Siniaková           | 6–2, 6–3                        |
| 2022             | Barbora Krejčíková Kateřina Siniaková          | Anna Danilina Beatriz Haddad Maia               | 6–7(3–7), 6–4, 6–4              |
| 2023             | Barbora Krejčíková Kateřina Siniaková          | Shuko Aoyama Ena Shibahara                      | 6–4, 6–3                        |
| 2024             | Hsieh Su-wei Elise Mertens                     | Lyudmyla Kichenok Jeļena Ostapenko              | 6–1, 7–5                        |
| 2025             | Kateřina Siniaková Taylor Townsend             | Hsieh Su-wei Jeļena Ostapenko                   | 6–2, 6–7(4–7), 6–3              |